# Orcula conica
Orcula conica is een slakkensoort uit de familie van de Orculidae. De wetenschappelijke naam van de soort werd in 1837 voor het eerst geldig gepubliceerd door Emil Adolf Rossmässler.

## Kenmerken
Het slakkenhuisje is conisch-eivormig van vorm en is 5,5 tot 7 mm hoog en 3,0 tot 3,5 mm breed. Het heeft 8,5 tot 9 langzaam toenemende, sterk convexe windingen gescheiden door een diepe hechtdraad. De laatste winding is iets smaller dan de voorlaatste winding en loopt aanzienlijk op naar de mond. De mond is halfovaal of halfelliptisch en staat schuin op de windingas. De eenvoudige mondzoom is licht naar achteren gebogen en loopt scherp uit. Hij is verdikt aan de binnenkant van zijn lippen. Er is geen eelt in het gehemelte, noch is er een uitstulping in de nek. In de mond bevinden zich twee spoelplooien en een wandplooi, die tot aan de mondrand reiken. 
De schaal van het huisje is relatief dun en hoornbruin tot donker roodbruin van kleur. Het oppervlak is onregelmatig radiaal gestreept. De navel is open. De zachte lichaam is licht grijsblauw, de achterkant is iets donkerder.

### Vergelijkbare soorten
Deze soort verschilt van soortgenoot Orcula dolium in zijn kleinere huisje, zijn eivormige vorm en de lagere en iets meer gebogen windingen. De snuit is kleiner en niet zo goed afgerond.

## Geografische spreiding en leefgebied
Het verspreidingsgebied is beperkt tot de Oostenrijkse deelstaten Stiermarken en Karinthië, evenals het noorden van Slovenië en Kroatië. De dieren leven daar onder bladeren en in overwoekerd puin op een kalkhoudende ondergrond.